# Derek Tsang
Derek Tsang, chiń. 曾國祥 (ur. 8 listopada 1979 w Hongkongu) – hongkoński aktor, reżyser i scenarzysta filmowy.
Syn aktora Erica Tsanga. Ukończył studia na Uniwersytecie w Toronto, po czym powrócił do rodzinnego Hongkongu. Od 2001 roku wystąpił w ok. 50 filmach, zajmując się coraz częściej również reżyserią. 
Jego film Lepsze dni (2019) okazał się przebojem w chińskich kinach i był nominowany do Oscara dla najlepszego filmu nieanglojęzycznego. Później Tsang współtworzył serial Problem trzech ciał (2024).